# Duets (álbum de Barbra Streisand)
Duets (renomeado Star Collection em alguns países) é uma coletânea musical da cantora estadunidense Barbra Streisand, lançada em 26 de novembro de 2002 pela Columbia Records. 
A coleção apresenta dezenove duetos da carreira de Streisand, incluindo dois recém-gravados: "I Won't Be the One to Let Go" com Barry Manilow e "All I Know of Love" com Josh Groban, essa última foi lançada como o primeiro single, em 4 de novembro de 2002, com transmissão exclusiva para membros do site AOL Music. A produção executiva é de Streisand e seu empresário, Jay Landers.
Os críticos musicais destacaram os duetos com Ray Charles, Judy Garland e Frank Sinatra, mas ficaram desapontados com sua decisão de lançá-la após The Essential Barbra Streisand, no início de 2002. 
Comercialmente, apareceu entre as dez primeiras posições nas paradas de sucessos da Dinamarca e da Holanda; também entrou na Billboard 200, na posição de número 38 e foi certificado com um disco de ouro pela Recording Industry Association of America (RIAA), por 500.000 cópias distribuídas. As vendas atingiram 1,5 milhão de cópias no mundo todo.
Em 2003, Duets foi relançado em países da América do Sul, com o título Star Collection e com nova arte.

## Desenvolvimento e músicas
Durante 2002, Streisand e Columbia Records lançaram dois álbuns de compilação, com o primeiro sendo The Essential Barbra Streisand, cujo repertório incluía grandes sucessos, consistindo, principalmente, dos singles que atingiram os Top 10 e 40 nas paradas musicais. Mais tarde naquele ano, em 26 de novembro, ela lançou Duets, que traz dezenove duetos de seu catálogo. A produção executiva é de Streisand e seu empresário, Jay Landers.
Quatorze das dezenove faixas foram originalmente lançadas em álbuns de estúdio anteriores. Além disso, inclui três canções que foram originalmente gravadas ao vivo com outros artistas. "I've Got a Crush on You", com Frank Sinatra, que apareceu inicialmente no seu Duets, de 1993, enquanto sua versão de "Ding-Dong! The Witch Is Dead", com Harold Arlen, foi lançada pela primeira vez em 1966, no Harold Sings Arlen (With Friend). Seu medley de "Get Happy / Happy Days Are Here Again" com Judy Garland, foi originalmente apresentado ao vivo no The Judy Garland Show, em 1963. Dezoito das dezenove canções são duetos com outros músicos, enquanto o medley de Streisand de "One Less Bell to Answer" e "A House Is Not a Home" é um dueto com ela mesma, lançado pela primeira vez em 1971, no Barbra Joan Streisand.
Streisand gravou duas novas faixas: "I Won't Be the One to Let Go" com Barry Manilow e "All I Know of Love" com Josh Groban. A primeira faixa foi escrita por Richard Marx e Manilow, enquanto a última foi escrita por David Foster e Linda Thompson.
"I Won't Be the One to Let Go" foi lançado como único single, em 4 de novembro de 2002, como um download exclusivo para os membros do site da AOL Music. Embora não tenha sido lançada comercialmente, foi distribuído como um CD promocional, em 6 de janeiro de 2003. Com o lançamento gerenciado pela Columbia Records, o CD foi enviado exclusivamente para as estações de rádios dos Estados Unidos, incluia as versões "Radio Version Edit" e "Radio Version" da música. Em 2013, a Sony Music Entertainment relançou a compilação em países da América do Sul com uma nova capa, e lista de faixas idêntica, sob o título Star Collection.

## Recepção crítica
| Críticas profissionais | Críticas profissionais |
| Avaliações da crítica  | Avaliações da crítica  |
| Fonte                  | Avaliação              |
| ---------------------- | ---------------------- |
| AllMusic               | [ 2 ]                  |
| BBC Music              | (Favorable)            |

As resenhas dos críticos de música foram favoráveis. 
William Ruhlmann, do site AllMusic, avaliou com três estrelas de cinco, e escreveu que as melhores performances são os duetos com Sinatra, Garland e Ray Charles. No entanto, Ruhlmann criticou a performance de Streisand como parceira de dueto: "Sua inadequação ao formato de dueto é repetidamente evidenciada, pois ela parece virtualmente incapaz de se calar quando seu parceiro está tentando fazer um solo, invariavelmente cantarolando ao fundo para chamar a atenção de volta para ela mesma."
Tom Santopietro, autor de The Importance of Being Barbra: The Brilliant, Tumultuous Career of Barbra Streisand, ficou desapontado com a decisão de lançar dois álbuns de grandes sucessos no mesmo ano (o outro sendo The Essential Barbra Streisand) . No entanto, ele considerou a inclusão do medley de "One Less Bell to Answer" e "A House Is Not a Home" como a "faixa de destaque".
Morag Reavley, da BBC Music, destacou a variedade de gêneros e escreveu: "Até o mais fiel acólito de Streisand deve estar encantado com a variedade de canções e cantores reunidos". Ela também gostou da inclusão de "I Won't Be the One to Let Go" e "All I Know of Love", escrevendo que a última faixa "mostra que Barbra ainda pode se garantir".

## Desempenho comercial
Na Billboard 200, estreou e teve como pico a posição de número 38, durante a semana de 14 de dezembro de 2002. Foi a décima primeira maior estreia na parada e iria passar quatorze semanas na lista. Em 9 de janeiro de 2003, foi certificado Ouro pela Recording Industry Association of America (RIAA) por vendas de 500.000 cópias, e apareceu na tabela anual da Billboard, em 2003, listada como 176º álbum mais vendido do ano. Até 22 de junho de 2007, vendeu 561.000 cópias nos Estados Unidos, superando seu antecessor (The Essential Barbra Streisand) em 55.000 cópias. Na Oceania], atingiu o pico na Austrália e na Nova Zelândia nos números 13 e 11, respectivamente. Nos dois países mencionados, recebeu discos de platina da Australian Recording Industry Association (por vendas de 70 mil cópias) e da Recorded Music NZ (por mais de 15.000 cópias vendidas), respectivamente.
Na Europa, também apareceu nas tabelas musicais de diversos países. De acordo com a Official Charts Company, atingiu o pico nos números 39 e 30, na Escócia e no Reino Unido, respectivamente. Neste último país, a compilação passou seis semanas durante 2002 e foi classificada nas tabelas de vendas de final de ano na posição 89. Na Dinamarca e na [[[Holanda]], atingiu o pico entre os dez primeiros, nos números 10 e 9, respectivamente. Na Espanha atingiu a posição de número 26 e recebeu a certificação de ouro pela Productores de Música de España por vendas de 50.000 cópias. Suas posições de pico mais baixas foram alcançadas na França, Alemanha e Suíça, onde a compilação atingiu os números 44, 53 e 88, respectivamente. O álbum vendeu mais de 1,5 milhões de cópias em todo o mundo.

## Lista de faixas
Créditos adaptados do encarte do CD Duets, 2002.
| Duets – Standard edition | |                                                         |                                       |         |  |
| N.º                      | Título | Compositor(es)                                          | Produtor(es)                          | Duração |  |
| 1.                       | "I Won't Be the One to Let Go" (com Barry Manilow)                                                             | Barry Manilow Richard Marx                              | Marx Walter Afanasieff                | 4:41    |  |
| 2.                       | "Guilty" (com Barry Gibb) (de Guilty, 1980)                                                                    | Barry Gibb Robin Gibb Maurice Gibb                      | B. Gibb Albhy Galuten Karl Richardson | 4:25    |  |
| 3.                       | "You Don't Bring Me Flowers" (com Neil Diamond) (de Barbra Streisand's Greatest Hits Vol. 2, 1978)             | Alan Bergman Marilyn Bergman Neil Diamond               | Bob Gaudio                            | 3:25    |  |
| 4.                       | "I Finally Found Someone" (com Bryan Adams) (de The Mirror Has Two Faces: Music from the Motion Picture, 1996) | Barbra Streisand Marvin Hamlisch R.J. Lange Bryan Adams | David Foster                          | 3:43    |  |
| 5.                       | "Cryin' Time" (com Ray Charles) (de Barbra Streisand...and Other Musical Instruments, 1973)                    | Buck Owens                                              | Martin Erlichman                      | 2:18    |  |
| 6.                       | "I've Got a Crush on You" (com Frank Sinatra)                                                                  | George Gershwin Ira Gershwin                            | Foster Phil Ramone                    | 3:23    |  |
| 7.                       | "Tell Him" (com Celine Dion) (from Higher Ground, 1997)                                                        | Foster Linda Thompson Afanasieff                        | Foster Afanasieff                     | 4:53    |  |
| 8.                       | "No More Tears (Enough Is Enough)" (com Donna Summer) (de Wet, 1979)                                           | Paul Jabara Bruce Roberts                               | Gary Klein                            | 4:43    |  |
| 9.                       | "What Kind of Fool" (com Barry Gibb) (de Guilty)                                                               | B. Gibb Galuten                                         | B. Gibb Galuten Richardson            | 4:07    |  |
| 10.                      | "I Have a Love / One Hand, One Heart" (com Johnny Mathis) (de Back to Broadway, 1993)                          | Leonard Bernstein Stephen Sondheim                      | Foster                                | 4:45    |  |
| 11.                      | "One Less Bell to Answer / A House Is Not a Home" (de Barbra Joan Streisand, 1971)                             | Burt Bacharach Hal David                                | Richard Perry                         | 6:32    |  |
| 12.                      | "Lost Inside of You" (com Kris Kristofferson) (de A Star Is Born, 1976)                                        | Leon Russell Streisand                                  | Ramone Streisand                      | 2:55    |  |
| 13.                      | "Till I Loved You" (com Don Johnson) (from Till I Loved You, 1988)                                             | Maury Yeston                                            | Ramone                                | 5:04    |  |
| 14.                      | "Make No Mistake, He's Mine" (com Kim Carnes) (de Emotion, 1984)                                               | Kim Carnes                                              | Carnes Bill Cuomo                     | 4:11    |  |
| 15.                      | "If You Ever Leave Me" (com Vince Gill) (from A Love Like Ours, 1999)                                          | Marx                                                    | Foster Marx                           | 4:38    |  |
| 16.                      | "The Music of the Night" (with Michael Crawford) (from Back to Broadway))                                      | Andrew Lloyd Webber Charles Hart Richard Stilgoe        | Foster                                | 5:38    |  |
| 17.                      | "Ding-Dong! The Witch Is Dead" (with Harold Arlen)                                                             | Harold Arlen E.Y. Harburg                               | Thomas Z. Shepard                     | 1:54    |  |
| 18.                      | "Get Happy / Happy Days Are Here Again" (with Judy Garland)                                                    | Arlen Ted Koehler Jack Yellen Milton Ager               | Mort Lindsey[a]                       | 2:22    |  |
| 19.                      | "All I Know of Love" (with Josh Groban)                                                                        | Foster Thompson                                         | Foster                                | 4:29    |  |
| Duração total:           | Duração total:                                                                                                 | Duração total:                                          | Duração total:                        | 78:06   |  |

| Duets EP – Promotional sampler edition |                                                     |         |  |
| N.º                                    | Título                                              | Duração |  |
| 1.                                     | "I Won't Be the One to Let Go" (with Barry Manilow) | 4:41    |  |
| 2.                                     | "Guilty" (with Barry Gibb)                          | 4:25    |  |
| 3.                                     | "I Finally Found Someone" (with Bryan Adams)        | 3:43    |  |
| 4.                                     | "I've Got a Crush on You" (with Frank Sinatra)      | 3:23    |  |
| Duração total:                         | Duração total:                                      | 16:12   |  |

Notes
- ↑a  Mort Lindsey is credited as the track's musical director; no producer is listed

## Tabelas
| Tabela musical (2002–2003)            | Melhor posição |
| ------------------------------------- | -------------- |
| Austrália (ARIA)                      | 13             |
| Bélgica (Ultratop Flandres)           | 36             |
| Dinamarca (Hitlisten)                 | 10             |
| Países Baixos (Dutch Charts)          | 9              |
| França (SNEP)                         | 44             |
| Alemanha (Offizielle Deutsche Charts) | 53             |
| Nova Zelândia (RMNZ)                  | 11             |
| Escócia (Official Scottish Albums)    | 39             |
| Spanish Albums (PROMUSICAE)           | 26             |
| Suíça (Schweizer Hitparade)           | 88             |
| Reino Unido (UK Albums Chart)         | 30             |
| Estados Unidos (Billboard 200)        | 38             |

| Tabela musical (2002) | Posição |
| --------------------- | ------- |
| UK Albums (OCC)       | 89      |

| Tabela musical (2003)     | Posição |
| ------------------------- | ------- |
| Australian Albums (ARIA)  | 63      |
| Dutch Albums (MegaCharts) | 65      |
| US Billboard 200          | 176     |

## Certificações e vendas
| País                  | Certificação | Vendas    |
| --------------------- | ------------ | --------- |
| Austrália (ARIA)      | Platina      | 70,000    |
| Espanha (Promusicae)  | Ouro         | 50,000    |
| Estados Unidos (RIAA) | Ouro         | 561,000   |
| Nova Zelândia (RMNZ)  | Ouro         | 15,000    |
| Reino Unido (BPI)     | Ouro         | 100,000   |
| Resumos               |              |           |
| Mundo                 | —            | 1,500,000 |